# Cornelis Jan van Nellesteijn (1759-1832)
Cornelis Jan van Nellesteijn (Utrecht, 12 januari 1759 - Leersum, 28 augustus 1832) was een koopman in Amsterdam, heer van Broekhuizen, Darthuizen en Dompselaer. In 1814 zat hij namens het departement van de Zuiderzee (Noord-Holland en Utrecht) in de Notabelenvergadering. Later was hij kanunnik van Oudmunster en regent van Bartholomeï- en Leeuwenbergh Gasthuis.
mr. Cornelis Jan van Nellesteijn is een zoon van Wouter Hendrik Stevensz van Nellesteijn (1716-1784) en Everarda Hillegonda de Beer (1721-1785). 

## Huwelijken en kinderen
Van Nellesteijn trouwde (1) in Utrecht in oktober 1778 met en in maart 1796 gescheiden van Cornelia Adriana Maria van Bronckhorst (1756-1810) (Utrecht, 4 augustus 1756-Hanau, 15 januari 1810), een dochter van Adriaan van Bronckhorst (1728-1806) en van Meynarda Johanna van Cleeff (1727-1806). Haar vader is een rechtstreekse nazaat van Otto van Bronckhorst-Borculo (1392-1458). Na de scheiding blijft zij in Utrecht wonen en hij vestigd zich op Kasteel Broekhuizen (Leersum) in Darthuizen. Hij trouwde (2) in Leersum op 30 april 1812 met Sophia/Fijtje Schuijlenburg (1787-1824) (gedoopt Leersum, 15 april 1787-Darthuizen, 29 november 1824) dochter van Hendrik Schuijlenburg (1753-1833) en van Jannigje Ederveen (1764-1840)

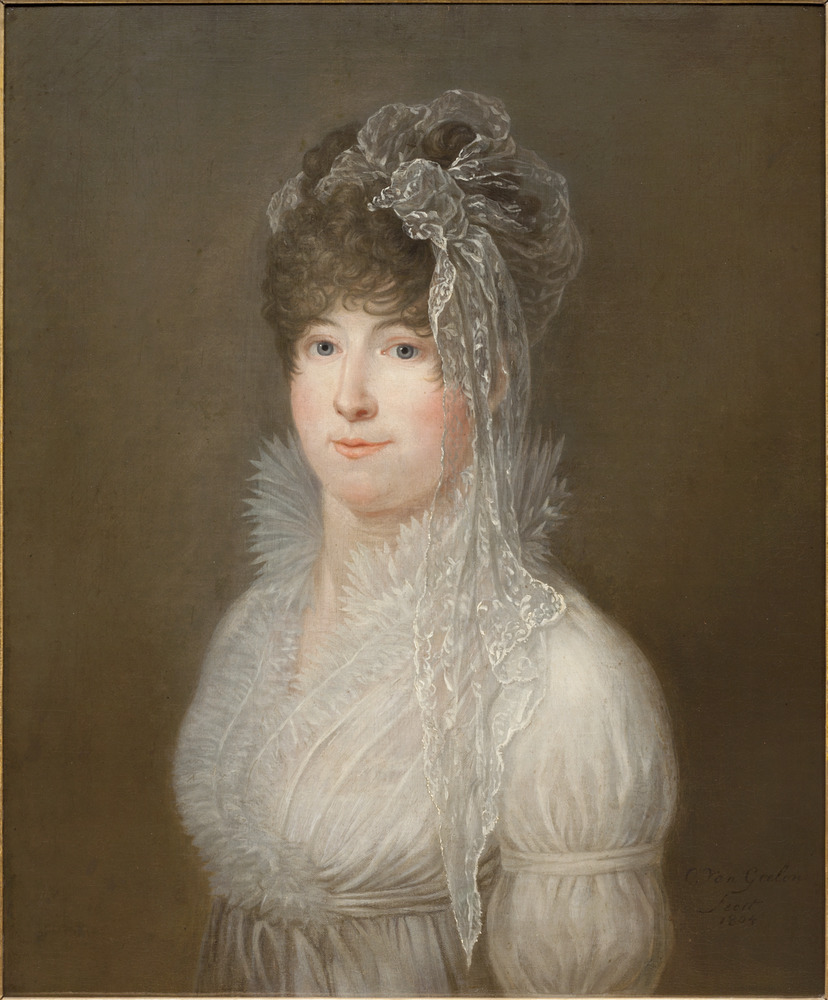
Cornelia Johanna van Nellesteyn (1782 -1842)

Kinderen uit het eerste huwelijk met Cornelia Adriana Maria van Bronckhorst (-1810):
- Henrietta Everarda Hillegonda van Nellesteijn (1779-1837) (gedoopt Utrecht, 12 september 1779-Utrecht, 27 april 1837), trouwde in Scherpenzeel op 4 juni 1805 met Gerbrand Elias (1780-1814) (Amsterdam, 24 oktober 1780-Schiedam, 1 augustus 1814), zoon van Mr. Pieter Elias (1756-1813) en van Anna Elisabeth van Couwenhoven (1757-1827)
- Cornelia Johanna van Nellesteijn (1782-1842) (gedoopt Utrecht, 24 juni 1782-Den Haag, 3 mei 1842), trouwde in Zuilen voor het gerecht op 18 november 1804 met en in Leiden op 13 mei 1817 gescheiden van Jhr. mr. Johan Steengracht van Oostcapelle (Middelburg, 11 juli 1782 – Parijs, 17 december 1846), zoon van politicus jhr. mr. Nicolaas Steengracht, heer van Oosterland, Sirjansland en Oosterstein (1754-1840) en Johanna Petronella van der Poort, vrouwe van Oostcapelle (1754-1783)
- Adriana Meinarda van Nellesteijn (Utrecht, 10 november 1782-Maastricht, 8 april 1845)[2], trouwde in 1803 met Hendrik Willem Jacob baron Van Tuyll van Serooskerken (1778-1824), een zoon van Frederik Christiaan Hendrik van Tuyll van Serooskerken (1742-1805) heer van Vleuten en van Johanna Elisabeth Jacqueline Pröbentow van Wilmsdorf (1745-1811).
- Clasina Cornelia van Nellesteijn (1783-1847) (gedoopt Utrecht, 10 september 1783-Renswoude, 5 februari 1847), trouwde in Utrecht op 4 april 1816 met Joost Gerard Godart baron Taets van Amerongen van Renswoude, heer van Renswoude, Emmikhuizen en Deil (1769-1850), kwartierdrost, lid van Provinciale en Gedeputeerde Staten van Utrecht, kamerheer, een zoon van Gerard Maximiliaan Taets van Amerongen (1727-1788) en Catharina Johanna Mossel (1741-1795)
- Maria Stephania van Nellesteijn (Utrecht, 30 oktober 1785-Den Haag, 11 juni 1826)[3], trouwde in Leersum op 3 september 1808 gehuwd met baron Johan Willem Huyssen van Kattendijke (Middelburg, 16 mei 1782-Parijs, 12 mei 1854), Minister van Buitenlandse Zaken kamerheer, hofmaarschalk en secretaris van het Kabinet des Konings, zoon van Willem Jacob Huyssen van Kattendijke (1758-1826) en Catharina Maria Gerardina Turcq (1761-1823)
- Wouter Hendrik van Nellesteyn (1788-1864) (Utrecht, 1788-1864), heer van Broekhuizen en Darthuizen, kocht van zijn vader in 1824 Kasteel Broekhuizen (Leersum) en werd door vererving in 1832 eigenaar van Nieuw Broekhuizen, trouwde in Darthuizen op 20 juli 1824 met Henriette Wilhelmina van König (Gaildorf bij Wertheim, 8 september 1799-Leersum, 26 april 1872) dochter van Lodewijk/Ludwig Reinhard van König (1759-) en van Maria Dorothea van Schaid/Scheid
- Susanna Theodora van Nellesteyn (1790-), trouwde met Frederik baron van Lützow, zoon van Julius Friedrich von Lützow (1759-1833) en Charlotte Charlotte von Franquemont (1762-1811) op haar beurt een erkend kind van Karel Eugenius van Württemberg.

Kinderen uit het tweede huwelijk met Sophia/Fijtje Schuijlenburg (1787-1824):
- Hillegonda Sophia van Nellesteijn (1812-1833) (Leersum, 28 augustus 1812-Darthuizen, 1 februari 1833), ongehuwd overleden
- Alette Everarda van Nellesteijn (1815-1822) (Leersum, 2 maart 1815-Darthuizen, 25 juli 1822), werd als eerste bijgezet in de Graftombe van Nellesteyn, ongehuwd overleden
- Steven van Nellesteijn (1818-1880) (Darthuizen, 2 april 1818-Den Haag, 1 september 1880), was geen eigenaar maar woonde van 1832-1873 op Nieuw Broekhuizen, trouwde in Utrecht op 1 november 1844 met Alida Hermina van Hees (1811-1896) (Utrecht, 6 november 1811-Haarlem, 4 juli 1896) dochter van Petrus van Hees (1777-1861) en van Maria Geertruijda Young
- Johanna Agnes van Nellesteijn (1821-1850) (Darthuizen, 6 juli 1821-Ulm, 27 december 1850), trouwde in 1841 met graaf Frederik Willem Georg van Scheler (1810-1853) (12 december 1810-10 oktober 1853) zoon van Johann Georg graaf van Scheler (1770-1826) (Ludwigsburg, 13 december 1770-Stuttgart, 3 februari 1826), vanaf 1812 graaf van Scheler en van Henriette Wilhelmie Christiane Karoline Wächter (Stuttgart, 18 februari 1779-Stuttgart, 12 oktober 1865)

## Aankoop en bezittingen
Door aankoop in 1793 verkreeg hij het Kasteel Broekhuizen in Leersum. In 1796 kocht hij de ridderhofstad Dompselaer bij Overlangbroek die hij liet afbreken. In 1818 liet hij op de Donderberg, een naburige heuvel bij Kasteel Broekhuizen de Graftombe van Nellesteyn bouwen naar het ontwerp van architect Jan David Zocher. Op 12 januari 1824 verkoopt hij het Kasteel Broekhuizen met bijbehorende gebouwen en gronden aan zijn zoon Wouter Hendrik van Nellesteyn (1788-1864). In de buurtschap Darthuizen blijft hij eigenaar van hofstede ‘de Bonen’ met boomgaard. Bij deze hofstede hoort bijna 18 hectare bouwland en 1 hectare bos. Van Nellesteijn liet in 1824 op Landgoed Dartheide bij Leersum het huis Nieuw Broekhuizen bouwen.
Van Nellesteijn (1759-1832) bezat in de regio Darthuizen 18 huizen waaronder Schevichoven, hoeve Middelweg, de graftombe en natuurlijk zijn woonhuis Dartheide. Aan gronden bezit hij 54 hectare bouwland, 2,3 hectare weiland, 73 hectare bos, 1,5 hectare woest land en een halve hectare heide. De zichtlaan vanaf kasteel Broekhuizen richting Utrechtse Baan en het oostelijk deel van de Middelweg kon hij tot zijn bezittingen rekenen.
In de Gezamenlijke dichtwerken (12 delen) uit 1855-1857 van de dichter Hendrik Tollens wordt de spot gedreven over deze graftombe.
Hij overleed in 1832 in het huis Nieuw Broekhuizen.

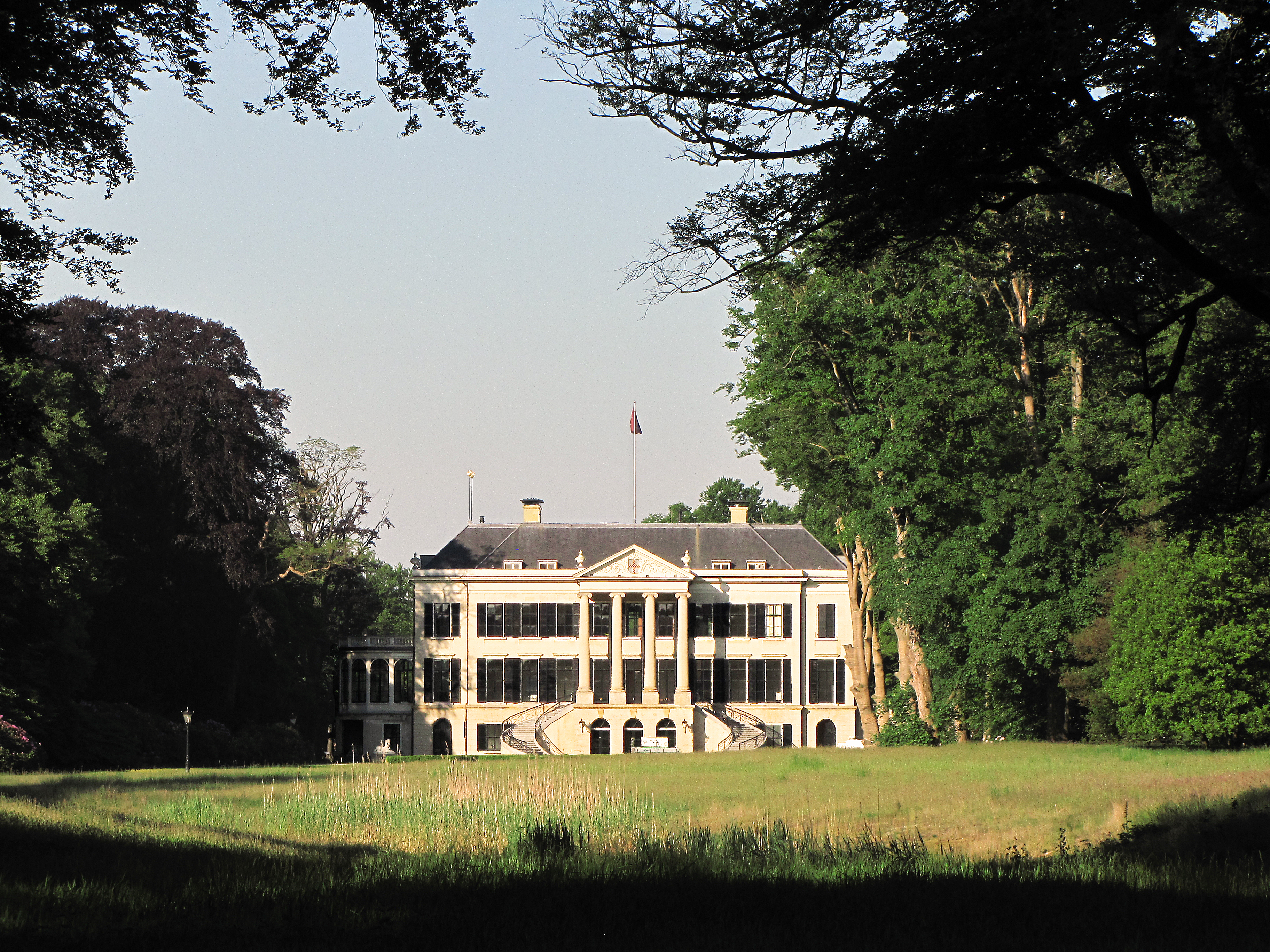
Kasteel Broekhuizen in Leersum
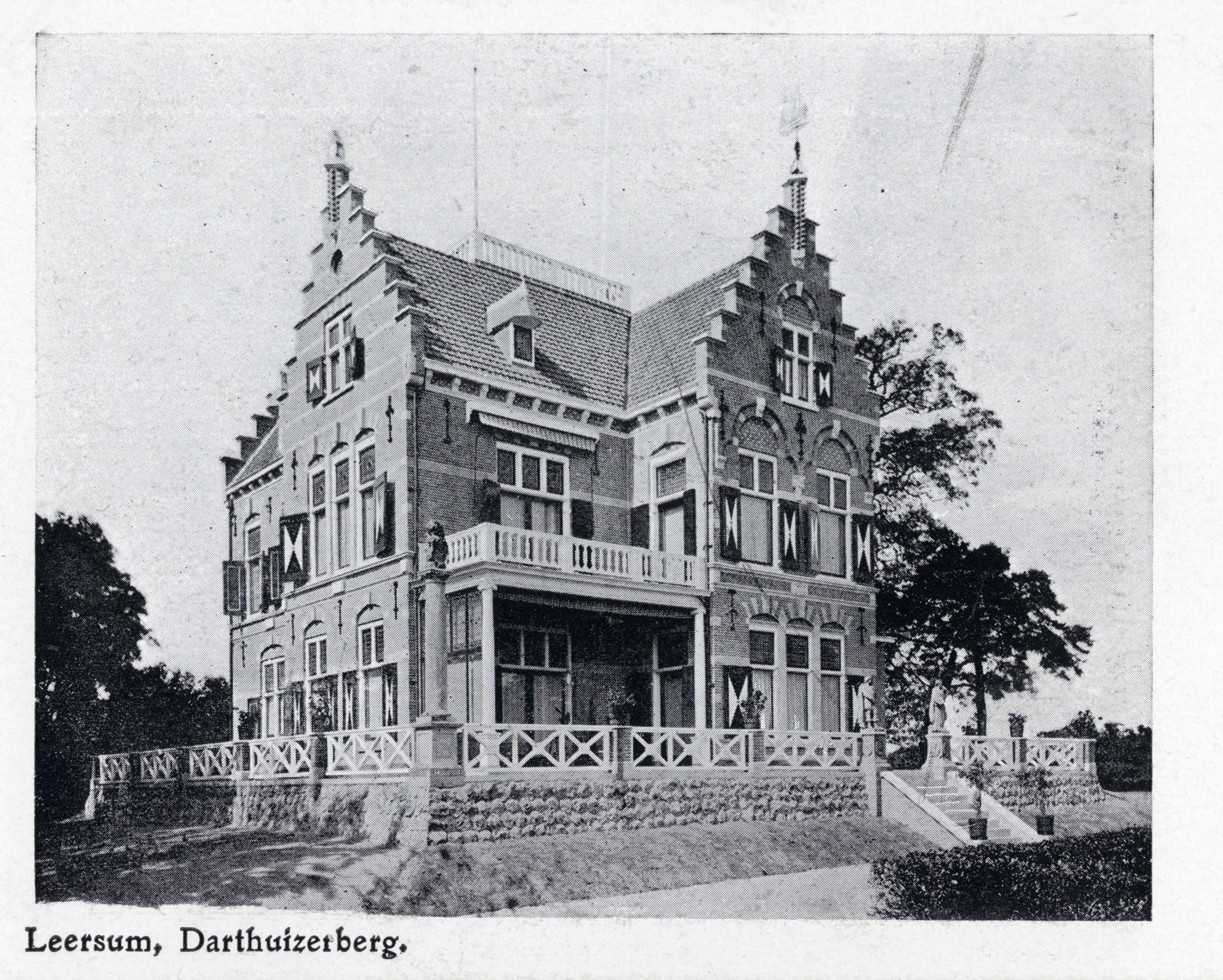
Landhuis Darthuizen in Leersum
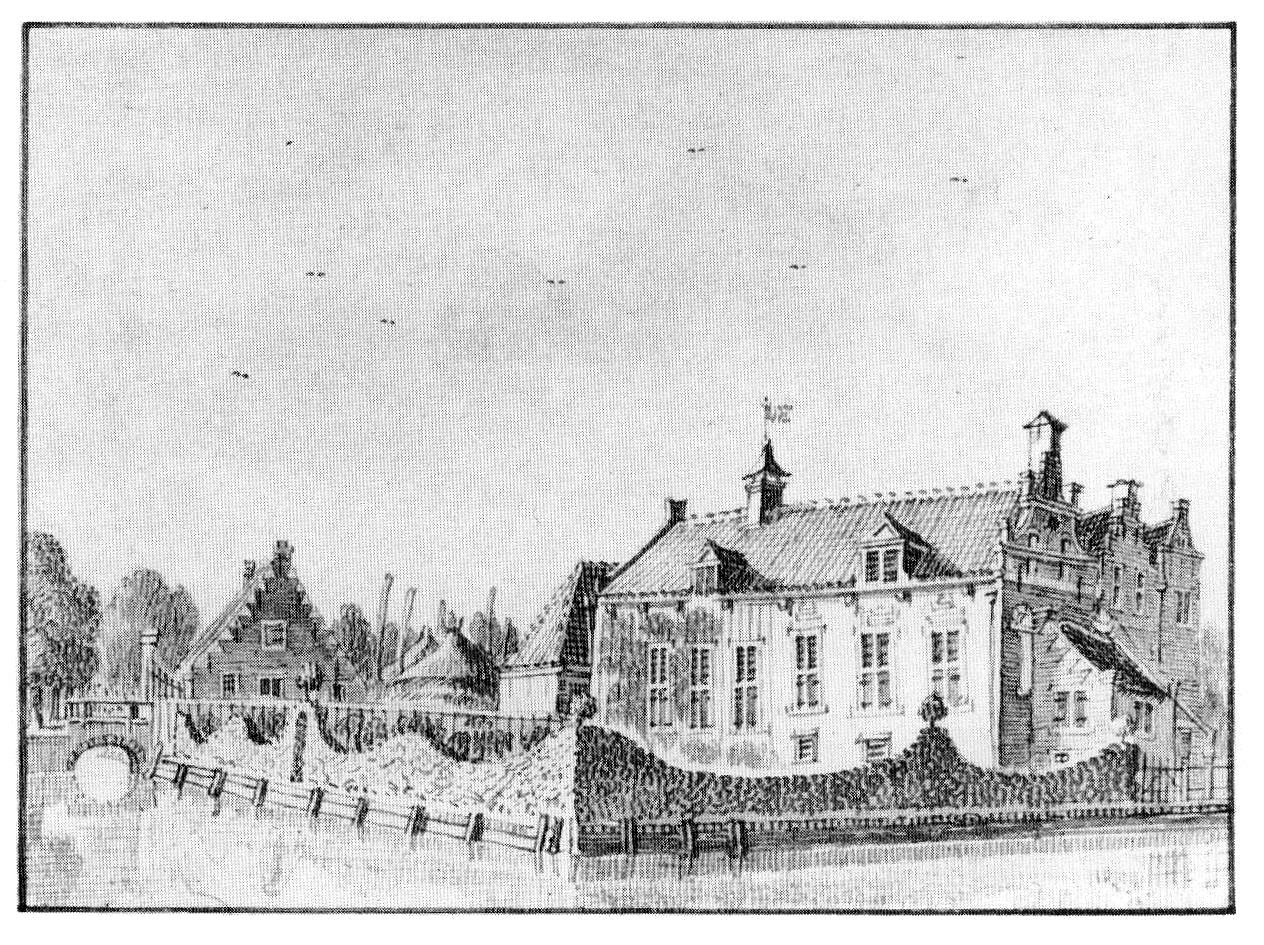
Kasteel en Ridderhofstad Dompselaar bij Overlangbroek
Wapen familie Elias
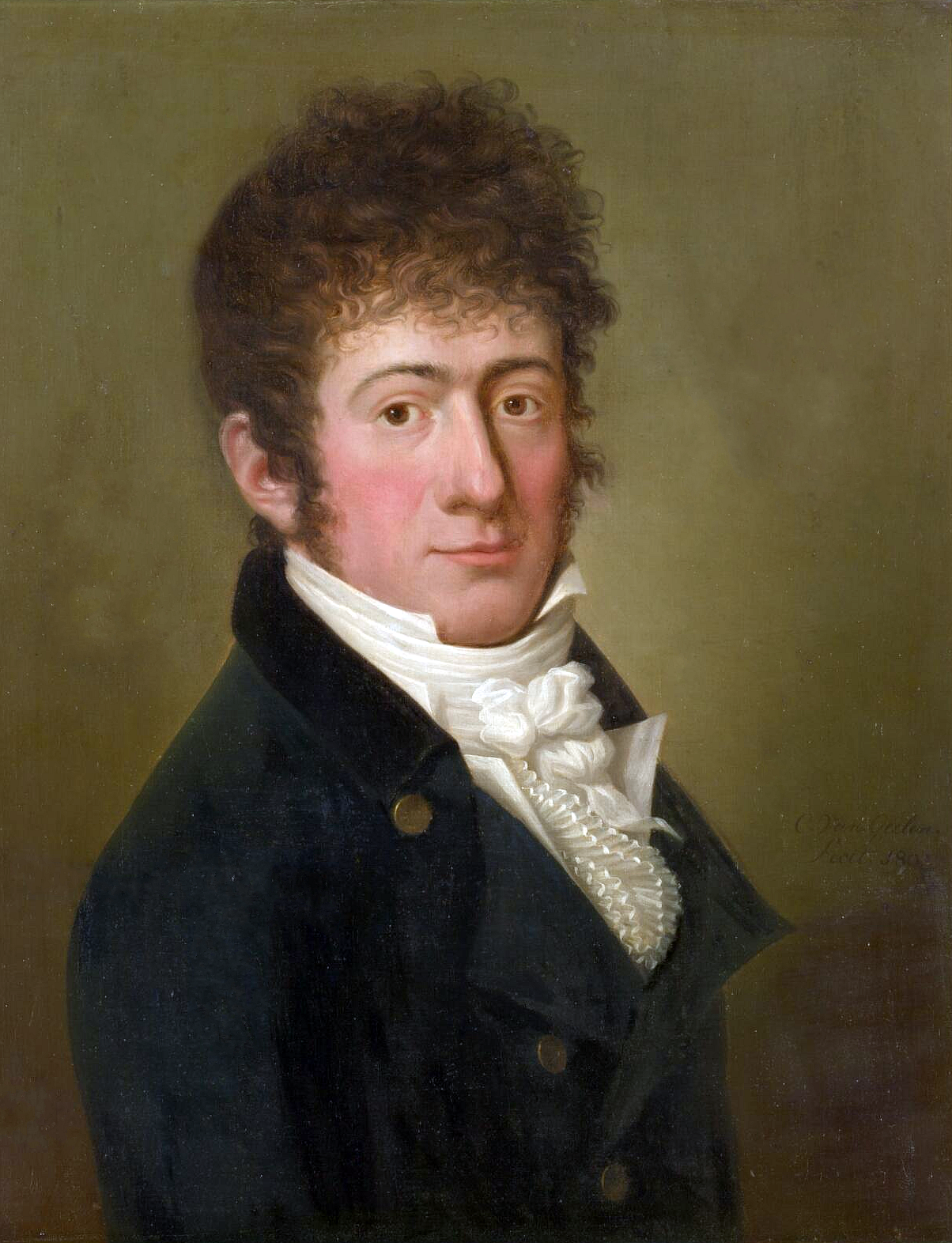
Johan Steengracht van Oostcapelle

- Biografisch Portaal: 41649764
- Parlement.com: vg09llvs1lyl